# Bise (cratera)
Bise é uma cratera marciana. Tem como característica 9.8 quilômetros de diâmetro. Deve o seu nome a Bise, uma localidade do Japão.